# Maccabi Petach Tikwa
Der Maccabi Petach Tikwa FC (hebräisch מכבי פתח תקווה) ist ein israelischer Fußballverein in Petach Tikwa. Er spielt in der höchsten Spielklasse Israels, der Ligat ha’Al. Die Vereinsfarben sind blau-weiß.
Das Vereinswappen enthält den Davidstern in der Ausführung der Maccabibewegung. Der Begriff Maccabi wird vom Namen einer Priesterfamilie, den Makkabäern abgeleitet, deren Mitglieder als Freiheitskämpfer angesehen sind.

## Allgemeines
Der Verein wurde 1912 von jüdischen Studenten gegründet, welche in der damaligen Hauptstadt des Osmanischen Reichs Konstantinopel studierten, damit ist der Verein der zweitälteste israelische Fußballklub nach Maccabi Tel Aviv. In seiner Klubgeschichte konnte der Verein 1935, 1952, 2024 bisher Drei Mal  den israelischen Pokal gewinnen, aber noch nie die israelische Meisterschaft. In den Jahren 1995, 2000 und 2004 gewann die Mannschaft den israelischen Ligapokal. Den größten Erfolg konnte der Verein in der UEFA-Cup-Saison 2005/06 verbuchen, als Maccabi in die Gruppenphase einzog, aber dort nach vier Niederlagen ausschied. Nach der Saison 2011/12 stieg man in die zweitklassige Liga Leumit ab.

## Erfolge
- Israelischer Fußballpokal: 1935, 1952, 2024
- Israelischer Ligapokal: 1995, 2000, 2004, 2016
- Ligapokal der Zweiten Liga: 1990, 1991

## Trainer
- Dror Kashtan (1991–1992)
- Ronny Levy (2008–2009)

## Spieler
- Waleri Broschin, ehemaliger sowjetischer Nationalspieler, Legionär in Finnland, Israel und Turkmenistan, u. a. war er tätig in Russland bei ZSKA Moskau, Teilnehmer bei der WM 1990
- Adrian Aliaj, ehemaliger albanischer Nationalspieler, Legionär bei Hannover 96 und Rot-Weiß Oberhausen in Belgien, Frankreich, Israel und Kroatien
- Tomer Ben Yousef, ehemaliger israelischer Nationalspieler
- Avraham Tikva, ehemaliger israelischer Nationalspieler, Legionär bei BSC Young Boys und auf Zypern
- Gal Alberman, ehemaliger israelischer Nationalspieler, Legionär in Spanien, Legionär bei Borussia Mönchengladbach
- Prince Daye, ehemaliger liberianischer Nationalspieler, Legionär in Spanien, Frankreich, Tunesien und Israel
- Patrick Suffo, ehemaliger kamerunischer Nationalspieler, Legionär in Spanien, Frankreich, England und Israel, Teilnehmer an der WM 2002